# 核硬化症

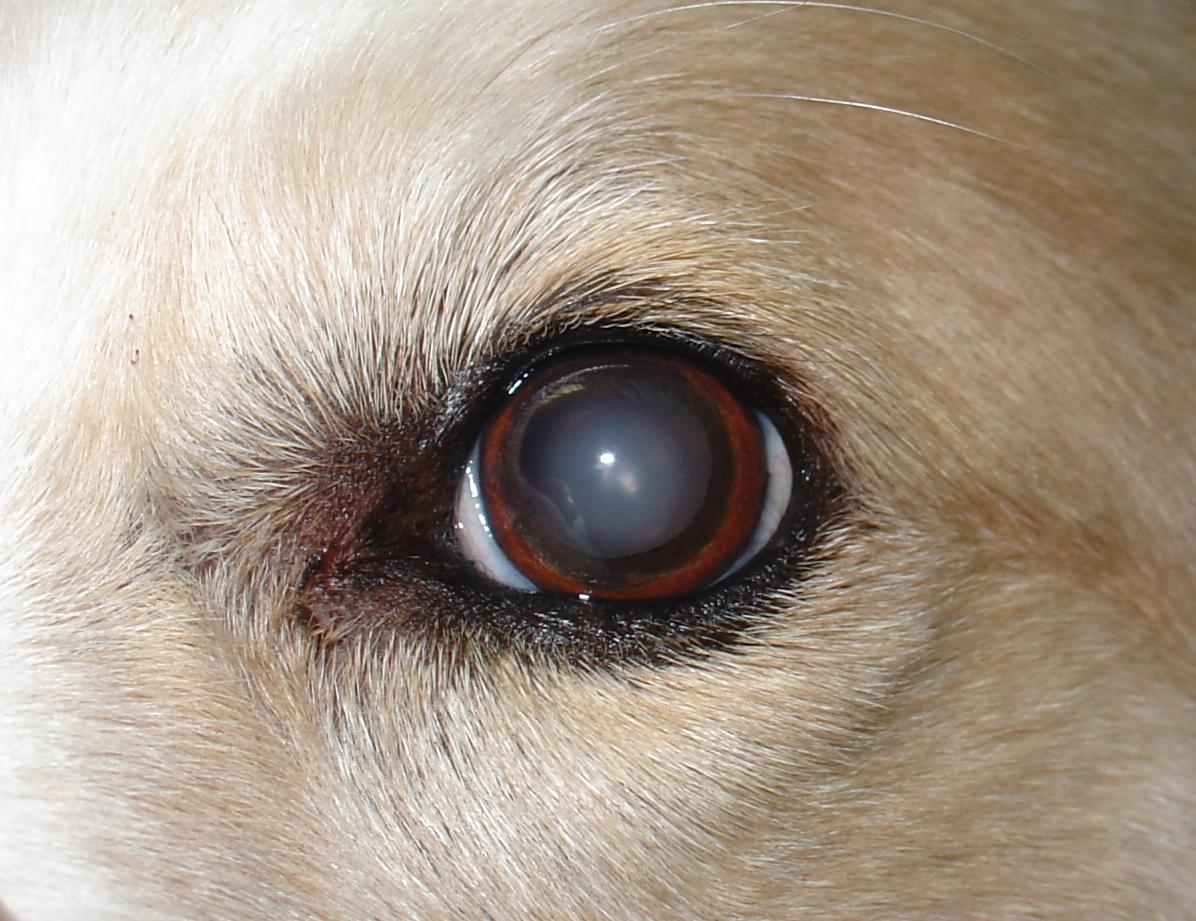
核硬化症、目の中心部が白く濁っているのが確認できる。

核硬化症（英語：Nuclear sclerosis）は、すべての高齢動物に発生する水晶体核の密度の年齢による変化である。これは新しい水晶体線維形成によって水晶体核内の古い水晶体繊維が圧縮されて引き起こされる。核の密度の高い構造部は、光を散乱させ目の中心部が白く濁ってみえる。